# Кинжир
Кинжир — посёлок в Тисульском районе Кемеровской области в составе Тамбарского сельского поселения.

## География
Расположен на юго-востоке района, в 35 км от райцентра Тисуль на одноимённой реке Кинжир, высота над уровнем моря 359 м. Связан автобусным сообщением с городами Мариинск и Шарыпово.

## Топонимика
Один из вариантов происхождения названия: возможно, первая часть топонима Кин восходит к тюркскому Кенг — «широкий», «обширный», а элемент жир тоже к тюркскому чер — «земля». Тогда Кинжир — «обширная земля».

## История
Основан в 1897 году выходцами из Мордовии. Входил в состав Дмитриевской волости Мариинского уезда Томской губернии. С 1920 по 1925 годы — в Тамбаровской волости Мариинского уезда. С 1925 года — в составе Солдаткинского сельсовета Тисульского района.

## Население
| 2010 |
| ---- |
| 27   |